# キュラソー (オランダ王国)

キュラソー
Curaçao

地域の標語：なし
地域の歌：Himno di Kòrsou

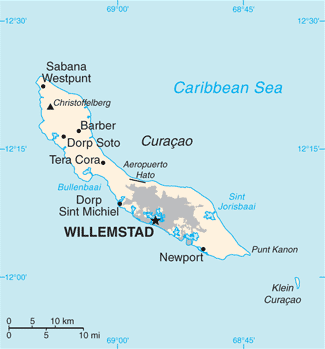
地図

キュラソー（オランダ語: Curaçao [kyraːˈsʌu, kuraːˈsʌu] ( 音声ファイル)、パピアメント語: Kòrsou、クラサオともいう）は、オランダ王国の構成国。ベネズエラの北のカリブ海に位置する島であり、面積は444km2。人口152,379人（2022年）で、首都はウィレムスタット。

## 名称
キュラソー (Curaçao) という地名の由来については、先住民たちが自分たちを指す言葉であったという説がある。初期のスペイン語文献が先住民を Indios Curaçaos と記していることは、この説を支持するものとなっている。
1525年以後、スペインの地図ではこの島が Curaçote や Curasaote、Curasaore あるいは Curacaute といった名称で記載される。1562年にヒエロニムス・コックがアントウェルペンで発行した地図には、Qúracao とある。17世紀までに、ほとんどの地図には Curaçao または Curazao として載せられるようになる。
文書では確認できないが、長く言い伝えられてきた語源説として以下のようなものがある。16世紀から17世紀にかけて、ヨーロッパ人の航海者たちはビタミンCの欠乏から壊血病になることが多かった。かれらがこの島に上陸すると（おそらくビタミンCを含む果実を食した結果）病気が治癒する者があったため、「治癒の島」(Island of Healing) という意味でポルトガル人は Ilha da Curação 、スペイン人は Isla de la Curación  と呼んだという。別の説明によれば、この島が貿易の中心であったことから「心臓」や「中心」 (heart) を意味するポルトガル語 coração に由来する名で呼ばれたという。

## 歴史
1499年、スペイン人アロンソ・デ・オヘーダとイタリア人アメリゴ・ヴェスプッチによって発見された。もともと先住民のアラワク諸族のカケティオス族が住んでいたが、1527年にスペイン人によりイスパニョーラ島へ労働奴隷として連れて行かれた結果、ほぼ絶滅してしまった。
1634年、オランダが艦隊をキュラソー島に派遣させ、1635年、港入口を敵船から護るためフォート・アムステルダムという砦を建設した。キュラソー島にいたスペイン人は抵抗したものの、島から静かに出て行った。そして1642年、オランダ西インド会社により、プンタ港を建設し始めた。また黒人奴隷などを導入し、トウモロコシや落花生のプランテーション農業や塩の生産などで栄えるようになった。1642年にピーター・ストイフェサント（蘭: Peter Stuyvesant、3日後にオランダ領ニューアムステルダム（現・ニューヨーク）最後のオランダ統治の知事となる）がキュラソー島を管理する。
1651年、12人のユダヤ人が島に住み、1732年に西半球で最も古いシナゴーグを建てた。またキュラソー島は貿易などで戦略上、重要な場所だったため、フランスやイギリスなどに襲われたりもしたが、オランダは守り、1815年、パリ条約により、再びオランダ西インド会社の管理下に戻った。1854年、奴隷制は廃止された。しかしそれにより、キュラソー島の経済は崩壊的打撃を受けた。
1915年、ベネズエラで油田が発見されると、ロイヤル・ダッチ・シェル社がキュラソー島にベネズエラ産の原油を扱う石油精製所を建設。1920年にはベネズエラの沖合でも油田が発見された。1954年、キュラソー島はオランダ領アンティルに組み込まれ、オランダ領アンティルの行政上の中心地となった。1970年代のオイルショックはキュラソー島の石油精製所に大きな打撃を与えた。さらに追い討ちを掛けるように、1985年、ロイヤル・ダッチ・シェルがキュラソー島の製油所を閉鎖した。
2010年10月10日、オランダ領アンティルは解体され、キュラソーは単独のオランダ王国構成国となった。2021年12月24日、寄港を予定していたクルーズ船「オデッセイ・オブ・ザ・シーズ」の船内で新型コロナウイルスの感染症が拡大したことから、キュラソーの保健当局は同船の寄港を拒否した。

## 地理
面積444km2（種子島とほぼ同じ）、ベネズエラの北の沖合い60kmに位置する。アルバ島とボネール島と共にABC諸島とも呼ばれている。地形は起伏に富んでおり、島の北側には最高地点クリストフィールバーグ山（375m）があり、サボテンの乱立する周囲一帯は国立公園に指定されている。
1年中、貿易風が吹いており、最高気温は30°C前後、最低気温は25°C前後である。1〜9月が乾季で月間降水量は50mm以下、10〜12月が雨季で同じく80〜100mmである。
島に湿地が多く、カリブオオバン、ベニイロフラミンゴ、アジサシ、アメリカコアジサシなどの鳥類が生息している。周辺の海域にはエルクホーンサンゴ、シカツノサンゴなどのサンゴ礁、海草の藻場とマングローブがあり、オサガメ、タイマイ、イタヤラなどのウミガメと魚類が生息している。中部のマイゼンベルグ湿地、マルパイス＝シント・ミヒエル湿地、西部のシント・マリー湿地と北西部の海岸はラムサール条約登録地である。

## 経済

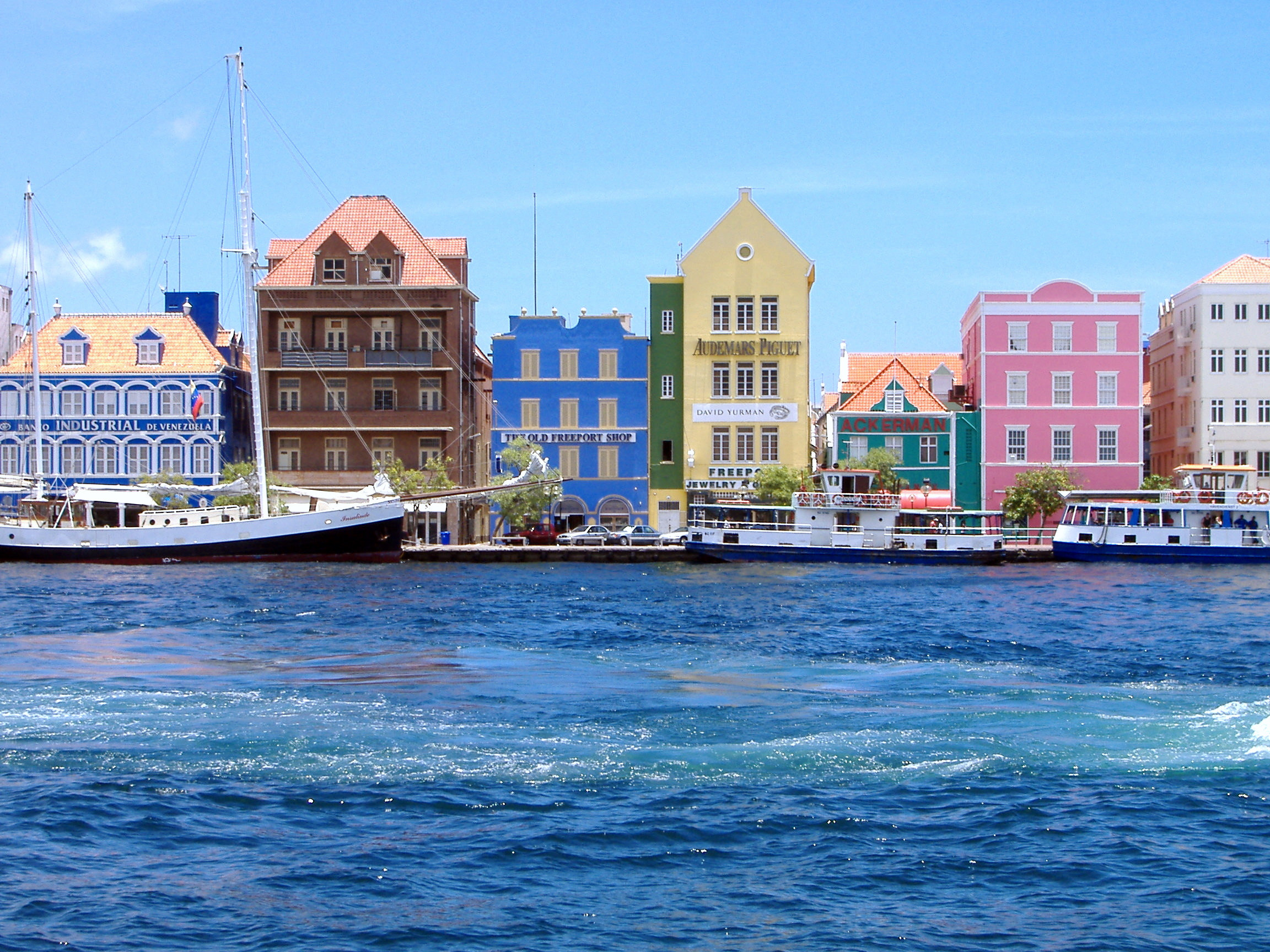
ウィレムスタット港

ラム酒をベースにキュラソー産オレンジの果皮を用いたリキュールであるキュラソー酒の産地として有名。ウィレムスタットは自由港として国際貿易中継地である。観光にも力を入れている。失業率は13％である。タックス・ヘイヴンとして知られるが、マネーロンダリングやテロ支援への対策を行っている。売春が認可されている。
2019年11月1日、キュラソーは、オランダ領の関税領域として世界貿易機関（WTO）への加入を申請し、2020年3月3日の世界貿易機関一般理事会は、キュラソーの加入作業部会の設置を決定した。

## 交通
- ハト国際空港
- 2019年2月20日、政治的かつ経済的な混乱が続いている隣国ベネズエラのマドゥーロ政権は、キュラソー島およびアルバ島との海路を遮断したと発表した[16]。

## 住民
- アフリカ系黒人とオランダ系白人を始めとして、さまざまな民族で構成される。
- 宗教はカトリックとプロテスタントが中心である。
- 公用語はオランダ語だが、島民は混成語のパピアメント語を話す。なおスペイン語や英語も話す。

## ユダヤ人
第二次世界大戦前、ナチス・ドイツに迫害されたユダヤ人たちが出国するために用いられたのが、オランダ亡命政府の非常勤領事ヤン・ズヴァルテンディクによって発行された、キュラソー島へのビザであった。当時のオランダはユダヤ人への偏見が比較的少なかったため、他の欧米諸国が発行していなかったユダヤ人向けビザを発行していた。もっとも、本国はナチス・ドイツに占領されたため、植民地であるキュラソー島向けビザを変則的に発行した。しかし、実際にはキュラソー入島ビザは名目上の行き先であり、途中経由地であるアメリカや上海で旅行を終了するユダヤ人が多数であったのであるが、それを承知の上で当時のリトアニアの「在カウナス日本国領事・杉原千畝」は日本国通過ビザを発行した。その結果、ユダヤ人難民の数千人の命を救うことになる。この逃亡のためのビザは「キュラソー・ビザ (Curaçao visa)」と呼ばれる。

## 世界遺産

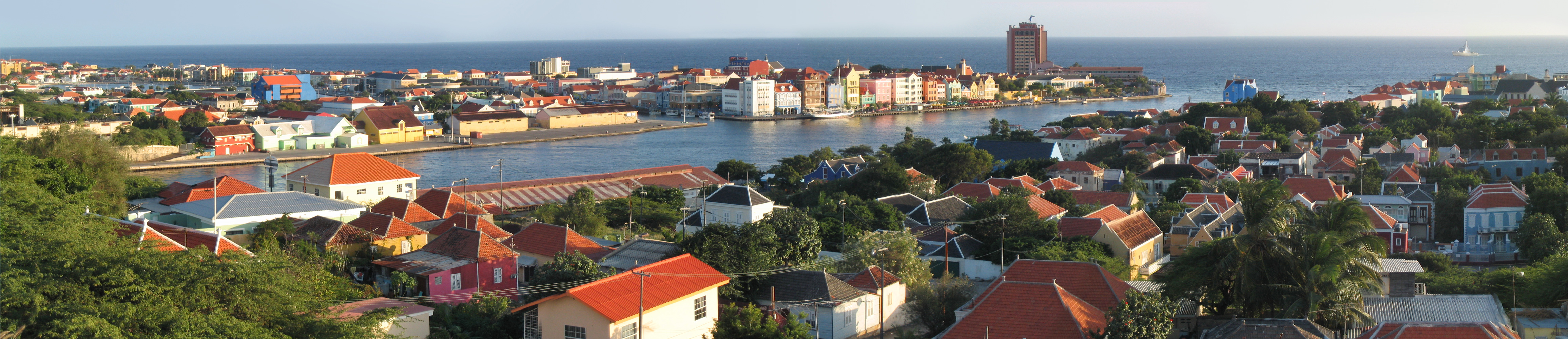
世界遺産のウィレムスタット

ウィレムスタット（オランダ語: Willemstad）は、町の中心はプンダ（Punda）とクィーン・エマ橋（Queen Emma Bridge）で繋がれた隣のオトロバンダ（Otrobanda）の2つの地域からなり、共に港の入口に栄えた地域である。1634年、オランダがスペインからキュラソー島を奪い、アムステルダム要塞を建設した後にプンダは設立された。オトロバンダの方は1707年に設立された。町並みは、パステルカラーの17世紀から18世紀に建てられたオランダ植民地時代の建造物が立ち並ぶ。ウィレムスタットの町並みは、キュラソー島の港町ウィレムスタット市内の歴史地区としてUNESCOの世界遺産リストに登録されている（1997年登録、2011年改称）。

## 出身者
サッカー選手
- タヒス・チョン
- クエンテン・マルティノス
- フルノン・アニータ
- クコ・マルティナ
- ランヘロ・ヤンハ
- ヘファーロ・ネポムセノ
- レアンドロ・バクーナ

格闘家
- ジョーダン・ピケオー
- エロール・ジマーマン

野球選手
- アンドレルトン・シモンズ
- ジェイアー・ジャージェンス
- ケンリー・ジャンセン
- アンドリュー・ジョーンズ
- ロジャー・バーナディーナ
- ウラディミール・バレンティン
- ヘンスリー・ミューレンス
- ジュリクソン・プロファー
- ジョナサン・スコープ
- オジー・アルビーズ